# Орден Святого Раймунда Пеньяфортского
Орден Святого Раймунда Пеньяфортского (исп. Orden de San Raimundo de Peñafort) — государственная награда Королевства Испания.

## История
В 1944 году помимо ордена Сиснероса Каудильо Франко основал другой орден, покровителем которого стал Святой Раймунд Пеньяфортский. Эта вполне реальная, историческая и в то же время легендарная фигура ассоциировалась у образованных испанцев с просветительской деятельностью, подвижничеством и юриспруденцией.
Орденом награждают судей, юристов, законодателей и людей других профессий, чья деятельность связана с юриспруденцией и правом.

## Степени
Орден имеет пять классов:
- Большой крест — знак ордена на орденской цепи, знака на чрезплечной ленте и звезда на левой стороне груди;
- Крест доблести — знак ордена на шейной ленте и звезда на левой стороне груди;
- Крест отличия 1 класса — знак ордена шейной ленте;
- Крест отличия 2 класса — знак ордена на нагрудной ленте;
- Крест — серебряный крест на нагрудной ленте.

Также орден имеет медаль заслуг трёх классов: золотую, серебряную и бронзовую.

## Описание

### Орден
Знак ордена — золотой мальтийский крест, покрытый белой эмалью, с тонкой золотой каймой. Его раздвоенные концы украшены шариками и соединены между собой с помощью двойных узлов. В центре креста изображение святого. Над его головой нимб, на плечи накинут красный плащ, в руках Святое писание. Ниже на полукольце синей эмали надпись: IN JURE MERITAS («За юридические заслуги»). На верхнем луче креста надпись в три строки: «S.RAY/MUN/DUS», на нижнем в две строки — «PENNA/FORTI». Над верхним лучом видна рукоятка меча правосудия, его остриё расположено под нижним лучом.
Знак ордена при помощи кольца крепится к орденской цепи или ленте.
Цепь ордена состоит из звеньев, изображающих либо самого святого, либо двойные узлы, либо символ юстиции — весы, под которыми находится книга с мечом на обложке.
 Лента ордена красная, с синими полосками по краям.
Звезда ордена аналогична знаку, но большего размера, за исключением звезды класса Большого креста, знак которой наложен на венок из двух пальмовых ветвей и отсутствием двойных узлов.

### Медаль
Медаль имеет форму восьмигранника. Изготавливается в зависимости от класса из позолоченного серебра, серебра или бронзы.
Аверс медали визуально разделён горизонтальной полосой белой эмали с надписью: «CONSTANTIA ET VIRTUTE». Над полосой рельефное изображение одного из легендарных деяний святого Раймонда, когда тот переплыл море на своём плаще, ниже полосы — символ юстиции — сияющий меч с весами правосудия. По краю медали двойная кайма: внешняя состоит из рельефной гирлянды оливковых листьев и плодов; внутренняя кайма синей эмали с надписью: вверху — «CRUX DE SAN RAIMUNDO DE PENAFOR», внизу — «MINISTERIO DE JUSTICIA».